# A Matter of Life and Death (1946)
A Matter of Life and Death is een Britse filmkomedie uit 1946 onder regie van Michael Powell en Emeric Pressburger. Destijds werd de film in het Nederlands uitgebracht onder de titel Een zaak van leven of dood.

## Verhaal
In 1945 stort het vliegtuig neer van de Britse oorlogspiloot Peter Carter. Hij zou eigenlijk moeten zijn gestorven, maar door de dikke mist kon de Dood hem niet vinden. Intussen wordt Carter verliefd op de Amerikaanse June, de vrouw met wie hij radiocontact heeft. Na 20 uur vindt de Dood hem alsnog, maar hij besluit dat Peter nog een tweede kans verdient. Hij kon er immers niets aan doen dat hij in leven bleef na zijn dood.

## Rolverdeling
| Acteur               | Personage          |
| -------------------- | ------------------ |
| David Niven          | Peter Carter       |
| Kim Hunter           | June               |
| Robert Coote         | Bob                |
| Kathleen Byron       | Engel              |
| Richard Attenborough | Engelse piloot     |
| Bonar Colleano       | Amerikaanse piloot |
| Joan Maude           | Hoofdgriffier      |
| Marius Goring        | Dirigent           |
| Roger Livesey        | Dr. Reeves         |
| Robert Atkins        | Predikant          |
| Bob Roberts          | Dr. Gaertler       |
| Edwin Max            | Dr. McEwen         |
| Betty Potter         | Mevrouw Tucker     |
| Abraham Sofaer       | Rechter            |
| Raymond Massey       | Abraham Farlan     |